# Robert Putnam
Robert David Putnam (Rochester, Nova York, 9 de gener de 1941) és un sociòleg i politòleg nord-americà. Exerceix com a professor en la Universitat Harvard.
En el seu treball ha tractat especialment els temes de la confiança social, consciència cívica i el capital social. En 1995 va publicar "Bowling Alone: America's Declining Social Capital" en Journal of Democracy. L'article va ser molt influent i li va revertir molta atenció, inclosa una invitació per a reunir-se amb el llavors president Bill Clinton. El 2000 va estendre aquest assaig en el llibre Bowling Alone: The Collapse and Revival of American Community. La tesi de Putnam és que als Estats Units des de la dècada de 1960 s'ha produït un declivi en la societat, el civisme i la vida política (capital social) de conseqüències negatives. Encara que va amidar aquest declivi amb molts conjunts de dades diferents l'argument més important fou que gairebé tota organització tradicionalment cívica, social i fraternal —emprant com paradigma les lligues de bitlles- han experimentat una forta disminució de membres, mentre que el nombre dels "que juguen sols a bitlles" s'ha incrementat enormement.
Putnam distingeix entre dues classes de capital social: el capital vincle i el capital pont. El capital vincle es dona quan la persona se socialitza amb altres semblants: de la mateixa edat, raça, religió, etc. Però per a crear societats pacífiques en un país multiètnic es necessita altra classe de vincle que basteix ponts. Els ponts es basteixen quan es creen llaços amb gent diferent, com els seguidors d'un equip de futbol. Putnam afirma que els que compten amb ambdós tipus de vincles s'enforteixen mútuament. En conseqüència, el declivi del capital vincle inevitablement produeix el declivi en el capital pont, el que desencadena tensions ètniques i religioses.

## Els crítics
Alguns crítics, com el sociòleg Claude Fischer centren les crítiques a Putnam en tres punts: 1) per una banda, es concentra en formes organitzades de capital social i presta menys atenció a les xarxes de capital social interpersonal. 2) Desatén l'emergència de noves organitzacions i d'internet. 3) La dècada de 1960 és un punt de partida que duu a equívocs, car era una època amb un nombre inusualment alt d'organitzacions tradicionals.

## Bigliografia
- Making Democracy Work: Civic Traditions in Modern Italy. Princeton University Press, 1993, ISBN 0691078890
- Bowling Alone: The Collapse and Revival of American Community. Nova York: Simon & Schuster, 2000
- Gesellschaft und Gemeinsinn. Sozialkapital im internationalen Vergleich. Gütersloh: Bertelsmann 2001, ISBN 3892048401.